# Autoridad Suiza Supervisora del Mercado Financiero
La Autoridad Suiza Supervisora del Mercado Financiero (FINMA) es el organismo gubernamental suizo responsable de la regulación financiera. Esto incluye la supervisión de bancos, compañías de seguros, bolsas de valores y operadores de valores, así como otros intermediarios financieros en Suiza.
El FINMA es una institución independiente con personalidad jurídica propia con sede en Berna. Es institucional, funcional y financieramente independiente de la administración federal central y del Departamento Federal de Finanzas e informa directamente al parlamento suizo. 
El FINMA se llama alemán: Eidgenössische Finanzmarktaufsicht, francés: Autorité fédérale de vigilancia de los financieros del estado, italiano: Autorità federale di vigilanza sui mercati finanziari. Su nombre principal y sus siglas se expresan en inglés para evitar la apariencia de favorecer a cualquiera de las regiones lingüísticas de Suiza. 
Anne Héritier Lachat fue presidenta de la Junta Directiva desde 2011 hasta el 1 de enero de 2016 cuando Thomas Bauer, exsocio de Ernst & Young se convirtió en presidente.    